# Academia Nacional de Música de Vietnam
La Academia Nacional de Música de Vietnam (en vietnamita: Học viện Âm nhạc Quốc gia Việt Nam) anteriormente el Conservatorio de Música de Hanói, es la principal institución de enseñanza de la música clásica y tradicional en el país asiático de Vietnam. Originalmente fundada en 1956 como la Escuela de Música de Vietnam (Trường AM nhạc Việt Nam) se le confirió el estatus de universidad en 1982, siendo el primer Conservatorio de música, de investigación y en Vietnam. El 27 de febrero, el Conservatorio de Música de Hanói cambió su nombre por el de la Academia Nacional de Música de Vietnam.